# Cargelligo Weir
Cargelligo Weir, också kallad Lake Cargelligo Weir, är en dammbyggnad New South Wales i Australien. Den ligger i kommunen Lachlan Shire, omkring 450 kilometer väster om delstatshuvudstaden Sydney. Dammen är 261 fot (drygt 79,55 meter) lång och 18 fot (drygt 5,48 meter) hög.
Trakten runt Cargelligo Weir är nära nog obefolkad, med mindre än två invånare per kvadratkilometer.. Närmaste större samhälle är Lake Cargelligo, omkring 13 kilometer sydväst om Cargelligo Weir. 
Omgivningarna runt Cargelligo Weir är i huvudsak ett öppet busklandskap. Genomsnittlig årsnederbörd är 539 millimeter. Den regnigaste månaden är februari, med i genomsnitt 114 mm nederbörd, och den torraste är oktober, med 14 mm nederbörd.